# نجوع بني واصل
قرية نجوع بني واصل هي إحدى القري التابعة لمركز ساقلتة بمحافظة سوهاج في جمهورية مصر العربية. حسب إحصاءات سنة 2006، بلغ إجمالي السكان في نجوع بني واصل 3002 نسمة، منهم 1547 رجل و1455 امرأة.